# Cairaclia, Taraclia
Cairaclia (în bulgară și rusă: Кайраклия) este un sat din raionul Taraclia, Republica Moldova.

## Demografie

### Structura etnică
Structura etnică a localității conform recensământului populației din 2004:
| Grup etnic                                               | Populație | % Procentaj |
| -------------------------------------------------------- | --------- | ----------- |
| Bulgari                                                  | 1733      | 81,59%      |
| Găgăuzi                                                  | 180       | 8,47%       |
| Băștinași declarați Moldoveni Băștinași declarați Români | 76 4      | 3,58% 0,19% |
| Ruși                                                     | 60        | 2,82%       |
| Ucraineni                                                | 56        | 2,64%       |
| Țigani                                                   | 8         | 0,38%       |
| Alții                                                    | 7         | 0,33%       |
| Total                                                    | 2124      | 100%        |

## Administrație și politică
Componența Consiliului local Cairaclia (11 consilieri), ales la 19 mai 2024, este următoarea:
|  | Partid                                      | Consilieri | Componență | Componență | Componență | Componență | Componență | Componență | Componență |
|  | ------------------------------------------- | ---------- | ---------- | ---------- | ---------- | ---------- | ---------- | ---------- | ---------- |
|  | Partidul „Șansă”                            | 7          |            |            |            |            |            |            |            |
|  | Partidul „Viitorul Moldovei”                | 2          |            |            |            |            |            |            |            |
|  | Partidul „Renaștere”                        | 1          |            |            |            |            |            |            |            |
|  | Partidul Comuniștilor din Republica Moldova | 1          |            |            |            |            |            |            |            |